# Siamang
Der Siamang (Symphalangus syndactylus) ist eine Primatenart aus der Familie der Gibbons (Hylobatidae). Er ist der größte und schwerste Vertreter seiner Familie.

## Merkmale

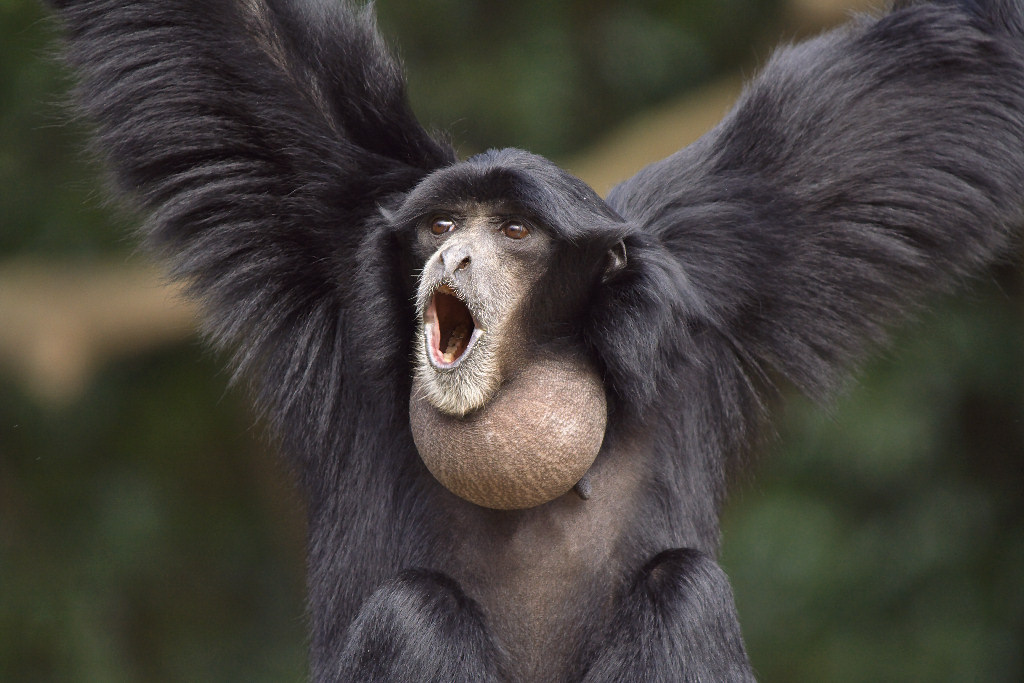
Siamang mit gut sichtbarem Kehlsack

Siamangs haben eine Kopf-Rumpf-Länge von bis zu 90 cm und ein Gewicht von bis zu 12 kg (Männchen) bzw. 11 kg (Weibchen). Die Arme können eine Spannweite von 1,5 m erreichen. Das Gesicht hat eine platte und breite Nase mit mittelgroßen seitlichen Nasenlöchern, tief in den Höhlen liegenden Augen und eine niedrige Stirn.
Unabhängig von Alter und Geschlecht besitzen alle Siamangs ein tiefschwarzes Fell. Manche Tiere bekommen cremefarbene Haare am Kinn oder weiße Augenbrauen. Doch das sind Ausnahmen, die nur bei wenigen Tieren, meist Weibchen, auftreten.
Charakteristisch für die Siamangs ist der große, aufblähbare Kehlsack. Ein weiteres Kennzeichen ist die bindegewebige Verbindung der zweiten und dritten Zehe, der sie auch ihren wissenschaftlichen Namen (das Art-Epitheton „syndactylus“) verdanken. Männchen sind durch ein Genitalbüschel gekennzeichnet.

## Verbreitungsgebiet und Lebensraum

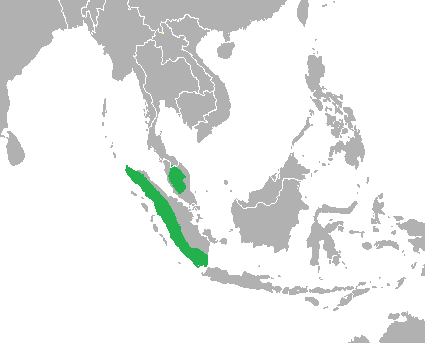
Verbreitungskarte

Siamangs leben im Süden der Malaiischen Halbinsel (vom äußersten Süden Thailands an südwärts) und auf Sumatra. Sie sind damit die einzige Gibbonart, deren Verbreitungsgebiet sich komplett mit dem anderer Arten (dem Schwarzhand- und dem Weißhandgibbon) überschneidet. Ebenfalls sympatrisch mit dem Siamang lebt der Sumatra-Orang-Utan (Pongo abelii).
Den Lebensraum der Siamangs stellen Wälder dar, sowohl im Flachland als auch in den Bergen. Sie kommen mit Primär- und Sekundärwäldern und sogar mit selektiv gerodeten Wäldern klar. In Gebieten, in denen sie sympatrisch mit anderen Gibbonarten vorkommen, bevorzugen sie höher gelegene Wälder in bis zu 2300 m Höhe.

## Lebensweise und Fortpflanzung

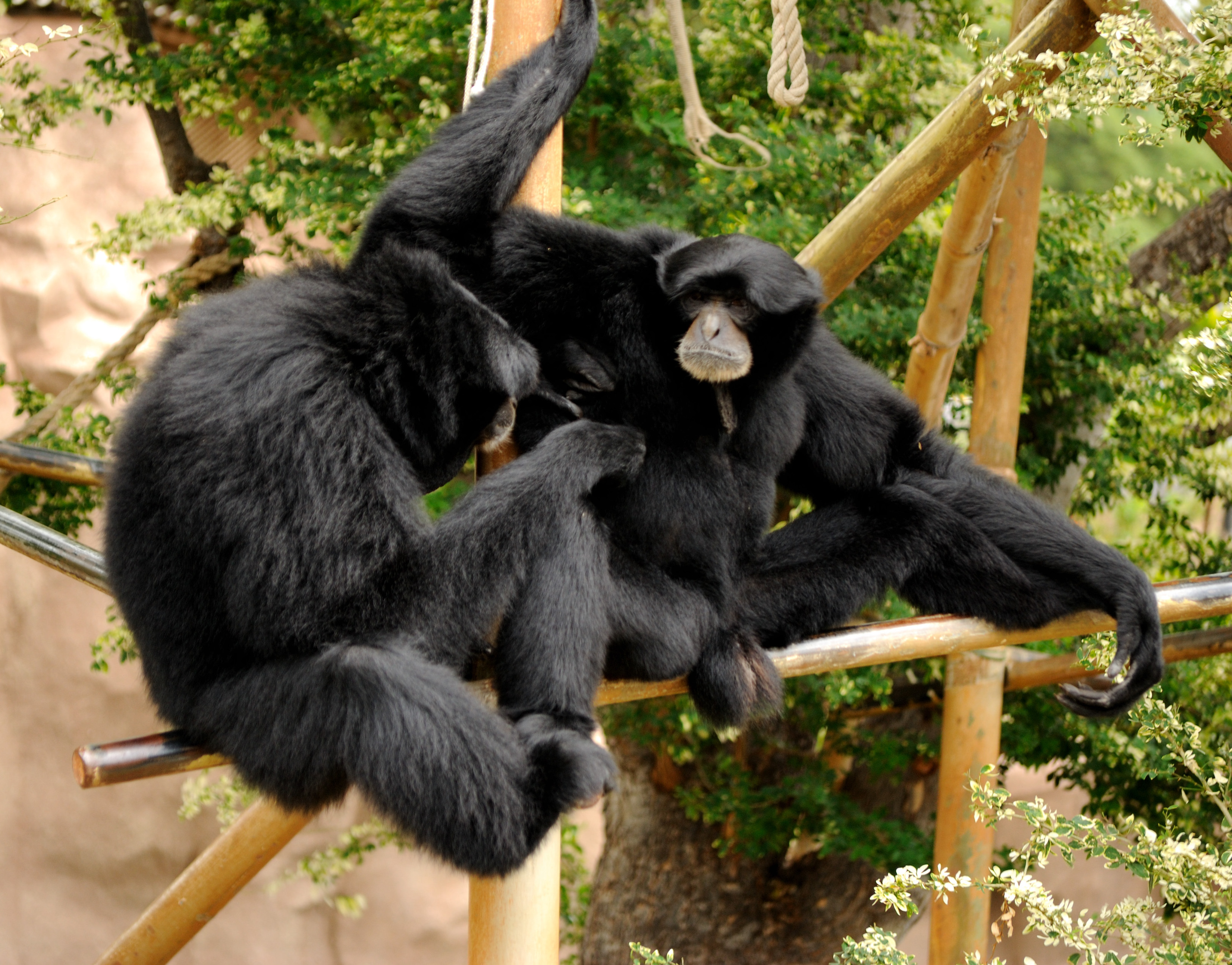
Siamang-Paar

Siamangs werden in der Morgendämmerung aktiv und gehen am späteren Nachmittag wieder schlafen. Die tägliche Aktivitätszeit beträgt über 10 Stunden. Die Schlafplätze befinden sich meist im Zentrum ihres Reviers. Die Gesänge der Siamangs setzen sich aus komplexen Duetten des Männchens und des Weibchens zusammen und dürften auch paarbindende Funktionen erfüllen. Um Verwechslungen mit den sympatrisch lebenden Gibbonarten zu vermeiden, ertönen die Gesänge der Siamangs später am Vormittag als beispielsweise die der Weißhandgibbons. Siamangs kommunizieren auch durch Gebärden und Mimik.
35–50 % des Tages verbringen die Siamangs mit der Futteraufnahme, 25–44 % mit Ausruhen und 12–22 % mit dem Wandern durch ihr Revier. Singen, Spielen oder Körperpflege sind seltener. Am Morgen bewegen sich die Siamangs am meisten und machen im Laufe des Tages immer mehr und längere Pausen.
Siamangs besitzen viele verschiedene Fortbewegungstechniken: charakteristisch ist das Schwinghangeln (Brachiation), welches am häufigsten genutzt wird (51 %), daneben klettern (37 %), springen (6 %) oder laufen sie auf den Hinterbeinen (6 %).
Der einzige natürliche Feind ist der Nebelparder (Neofelis diardi). Um nicht gefressen zu werden, schlafen Siamangs auf hohen Bäumen und bilden Gruppen mit Languren.
Reviere sind 15 bis 24 ha groß und überlappen sich oft mit denen kleinerer Gibbonarten. Begegnungen zwischen den einzelnen Gruppen an den Grenzen sind relativ häufig. Die Männchen jagen einander an den Grenzen entlang und tragen Gesänge zusammen mit den Weibchen vor. Täglich wandern sie bis zu 3000 m, meistens jedoch nur 1000 bis 1200 m. Die Weibchen führen die Gruppen an, danach folgen deren Jungtiere, dann das Männchen und die Jugendlichen und Heranwachsenden. Gruppen bestehen meist aus 4 bis 9 Tieren. Obwohl sie eigentlich monogam leben, gibt es auch Weibchen mit zwei Männchen. Die Männchen tragen die Jungtiere und helfen den Weibchen so, Energie zu sparen, was zu kürzeren Abständen zwischen den Geburten führt. Mit der Geschlechtsreife verlassen die Jungtiere meist das Revier der Eltern und suchen sich ein eigenes Territorium. Aggressives Verhalten innerhalb einer Gruppe richtet sich häufig gegen Heranwachsende.
Siamangs sind Früchtefresser, jedoch weniger als andere sympatrisch lebende Gibbonarten. 42 % der Nahrung stellen Blätter dar, 32 % umfassen Feigen, 12 % andere Früchte, 9 % Insekten und 4 % Blumen. Feigen werden meist am frühen Morgen und am späten Abend gefressen, was vermutlich eine Strategie des Energieausgleichs während der Nacht ist. Zwar fressen Siamangs hauptsächlich Blätter, dennoch verdrängen sie die beiden kleineren Arten von den gemeinsamen Futterplätzen.
In Gefangenschaft beginnt die Geschlechtsreife bei Männchen frühestens mit 4 Jahren und bei Weibchen mit 5 Jahren, meist jedoch mit 8 bis 9 Jahren. Die Paarung erfolgt meist dorso-ventral, aber auch ventro-ventrale Kopulationen wurden beobachtet. Die Schwangerschaft dauert 189 bis 239 Tage. Die Geburtenrate könnte von der Fülle der vorhandenen Früchte abhängen, Belege dafür fehlen aber. Vor der Geburt senken die Weibchen ihre Aktivitätenrate. Meist wird ein Jungtier geboren, Zwillinge sind selten. Bei der Geburt wiegt ein Siamang ca. 540 g. Säuglinge fangen mit 3 bis 9 Monaten an, feste Nahrung zu sich zu nehmen, werden in den ersten 12 Monaten jedoch hauptsächlich gesäugt und sind mit 2 Jahren komplett unabhängig. Der Abstand zwischen den Geburten beträgt 3 Jahre. In freier Wildbahn werden sie 25 bis 30 Jahre alt, in Gefangenschaft bis zu fünf Jahre älter.
Hybride zwischen Grauen Gibbons (Hylobates muelleri) und Siamangs sind bekannt. Sie werden im englischen Sprachraum „gibbangs“ oder „siabons“ genannt. Zwei weibliche Hybride wurden von einem einzelnen Paar geboren, die beide Wildfänge waren. Die Hybride hatten schwarzes Fell, eine bindegewebige Verbindung zwischen der zweiten und dritten Zehe, aber keinen gut sichtbaren Kehlsack.

## Bedrohung
Der Siamang wird von der IUCN als endangered („stark gefährdet“) klassifiziert. Er ist in Thailand, Malaysia und Indonesien geschützt und kommt in mindestens zehn Schutzgebieten vor. Sein Lebensraum wird legal und illegal gerodet und danach landwirtschaftlich genutzt. Die Populationen werden immer kleiner, was auf das dadurch verursachte zunehmende Fehlen geeigneter Habitate zurückgeht. Auf Sumatra sind zwischen 1995 und 2000 40 % des Lebensraumes der Tiere verschwunden. Große Feuer, die den Rodungen folgten und den Waldboden austrocknen, sind für eine große Jungtiersterblichkeitsrate verantwortlich, die nun höher als die Geburtenrate ist. Siamangs werden gejagt beziehungsweise gefangen. Sie dienen dann als Haustiere oder werden für die traditionelle asiatische Medizin genutzt. Siamangs sind die häufigste Gibbonart auf dem Haustiermarkt in Indonesien, vor allem auf Sumatra, Java und Bali. Es gibt keine Angaben darüber, wie viele Siamangs tatsächlich in freier Wildbahn leben; im Bukit Barasan Selatan-Nationalpark leben 4876 bis 6606 Gruppen bzw. hochgerechnet ca. 22.390 Individuen. Ex situ werden Siamangs weltweit in mehr als 175 zoologischen Einrichtungen gehalten. Das Zuchtbuch im Rahmen der Europäischen Erhaltungszuchtprogramme (EEP) wird von Hanspeter Steinmetz im  Tierpark Hellabrunn geführt.

## Systematik
Der Siamang ist die einzige Art der Gattung Symphalangus. Der manchmal als „Zwergsiamang“ bezeichnete Kloss-Gibbon ist trotz seines schwarzen Fells kein naher Verwandter des Siamang, sondern wird in die Gattung der Kleinen Gibbons (Hylobates) eingeordnet.
Die Unterart der Malaiischen Halbinsel (S. s. continentis) und die der Insel Sumatra (S. s. syndactylus) werden unterschieden. Die Tiere des Festlands sind etwas kleiner und haben einen etwas zierlicheren Schädel als die Unterart auf Sumatra.